# MTU-20
MTU-20 (Obiekt 602) – radziecki most czołgowy wykorzystujący podwozie czołgu T-55 wprowadzony na uzbrojenie w 1967 roku. Pojazd wyposażono w przęsło o długości 20 m i szerokości 3 m. Nośność przęsła jest równa 60 000 kg. W położeniu transportowym końce przęsła są złożone (po odchyleniu do góry układają się poziomo na środkowej części przęsła). Przęsło ma budowę skrzynkową i masę 7000 kg. Pozwala pokonywać przeszkody o szerokości do 18 m. Ułożenie przęsła na przeszkodzie zajmuje  ok. 5 minut, zdjęcie 5-7 minut.